# Hitoyoshi, Kumamoto
Hitoyoshi (人吉市 (Nhân Cát thị) Hitoyoshi-shi) là một thành phố thuộc tỉnh Kumamoto, Nhật Bản. Thành phố được thành lập ngày 11 tháng 2 năm 1942.
Đến năm 2003, dân số thành phố là 36.297 người trên diện tích 210,55 km², mật độ 172 người/ km².

## Hình ảnh

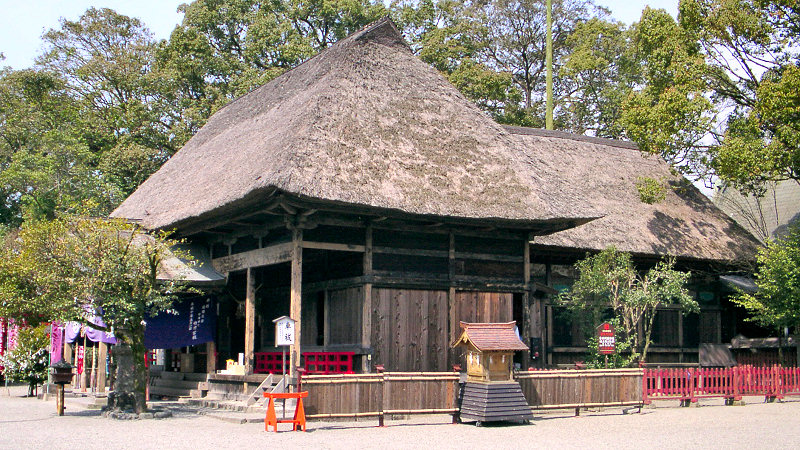
青井阿蘇神社
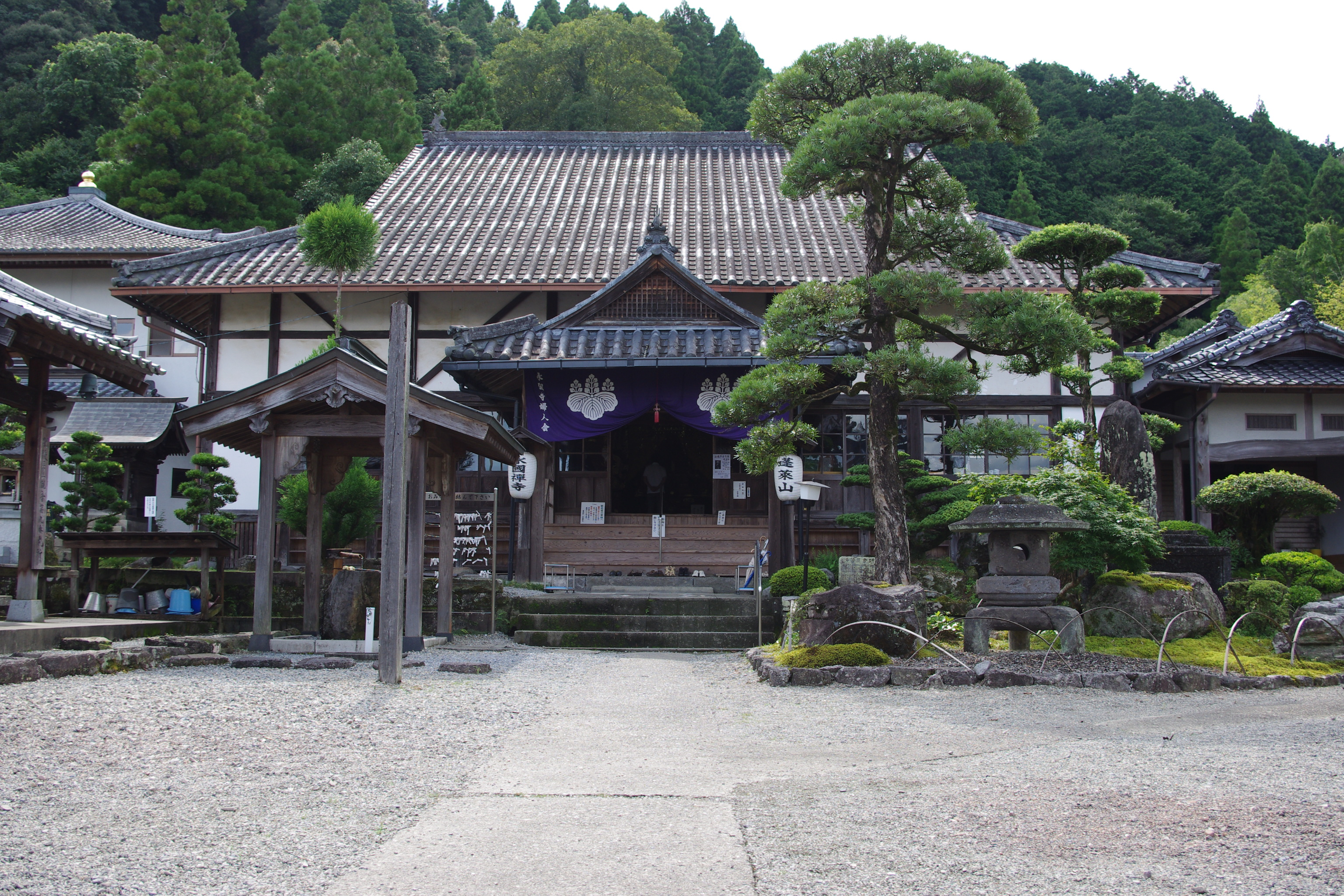
永国寺
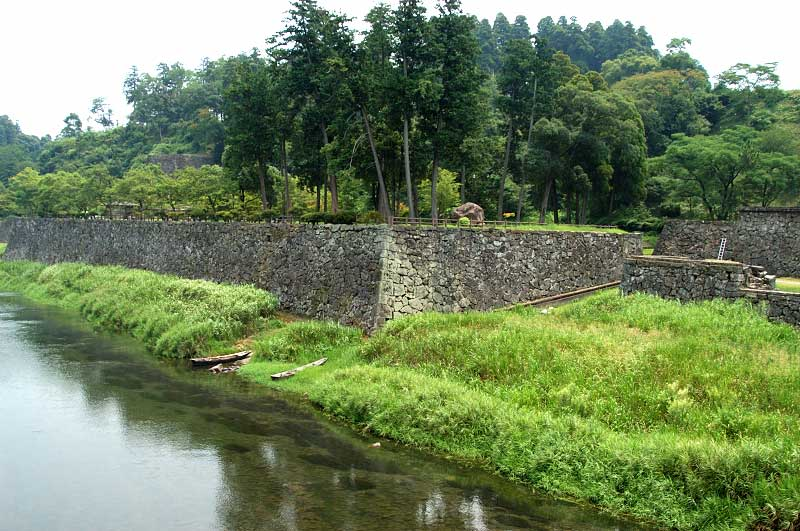
人吉城